# Barrufeta
La Barrufeta és un personatge femení de ficció d'animació d'Els barrufets, creat per Peyo, i apareix per primera vegada a la revista Spirou nº1459 (1966), modelada en Brigitte Bardot. A la ficció va ser creada per en Gargamel amb argila i un encanteri, amb la finalitat de ser molt dolenta i emprar els seus encants per tal d'engelosir i crear competència entre els barrufets; assegurant, d'aquesta manera, la destrucció d'aquests éssers. El bruixot la va deixar abandonada al bosc i el Barrufet Forçut la va portar al llogaret Barrufet; allà va fer tantes entremaliadures que ningú la va poder suportar gaire més temps. El Gran Barrufet es va compadir de la Barrufeta, ja que volia ser com la resta de barrufets, i la va convertir en una bella barrufeta. Aquest personatge sempre ha estat motiu de conflicte i desequilibri en una societat que acostuma a compartir-ho tot. La Barrufeta no parla el llenguatge barrufet, sino que parla com un humà. És també una de les quatre dones del llogaret, però va ser la primera que va aparèixer a la sèrie. Té trets més delicats que els altres: el cabell ondulat, ros, llarg i les pestanyes llargues. Sempre porta un vestit blanc i tacons alts del mateix color que el vestit. El seu interès se centra, principalment, a tenir cura i estimar els barrufets. Li agraden les flors i les conrea al seu jardí. Tots els barrufets són amics seus, però a qui més estima és al Vanitós i també al petit barrufet.
Alguns barrufets, el Gran Barrufet inclòs, s'han enamorat de la Barrufeta i li han demanat en matrimoni, encara que de qui està enamorada de veritat és del Barrufet forçut. A la pel·lícula Els Barrufetsː La cançó de Nadal (The Smurfs: A Christmas Carol), inspirada en l'obra homònima de Charles Dickens, la Barrufeta exerceix el paper de Barrufet del Nadal Passat, i mostra al Barrufet rondinaire els efectes de la seva negativa a participar en la celebració del Nadal.